# Pierwszy gabinet Julii Gillard
Pierwszy gabinet Julli Gillard – sześćdziesiąty szósty w historii gabinetem federalnym Australii. Został zaprzysiężony 24 czerwca 2010, wkrótce po tym jak Julia Gillard została wybrana nową liderką rządzącej Australijskiej Partii Pracy (ALP), co automatycznie dało jej – jako pierwszej w historii kobiecie – stanowisko premier federalnej Australii. Gabinet zakończył swoje urzędowanie 14 września, gdy zaprzysiężony został drugi gabinet Julii Gillard. Zmiana wynikała ze zwyczaju obowiązującego w australijskiej polityce, iż po każdych wyborach parlamentarnych, nawet jeśli na stanowisku pozostaje dotychczasowy premier, powoływany jest nowy gabinet. Ostatnie wybory odbyły się 21 sierpnia.
W sensie personalnym gabinet stanowił kontynuację gabinetu Kevina Rudda, w którym Gillard była wicepremierem. Początkowo wszyscy ministrowie (poza samym Ruddem) zachowali swoje wcześniejsze stanowiska. Wayne Swan został awansowany na wicepremiera, utrzymując swą dotychczasową tekę ministra skarbu. Cztery dni po swoim zaprzysiężeniu, 28 czerwca 2010, premier Gillard przeprowadziła niewielką rekonstrukcję gabinetu, związaną głównie z koniecznością przekazania innemu ministrowi resortu, którym w gabinecie Rudda kierowała sama. Kolejne nieznaczne zmiany w składzie gabinetu miały miejsce 3 września 2010.

## Skład
| stanowisko                                                                         | osoba             | od              | do               |
| ---------------------------------------------------------------------------------- | ----------------- | --------------- | ---------------- |
| premier                                                                            | Julia Gillard     | 24 czerwca 2010 | 14 września 2010 |
| wicepremier                                                                        | Wayne Swan        | 24 czerwca 2010 | 14 września 2010 |
| minister edukacji                                                                  | Julia Gillard     | 24 czerwca 2010 | 28 czerwca 2010  |
| minister edukacji                                                                  | Simon Crean       | 28 czerwca 2010 | 14 września 2010 |
| minister ds. zatrudnienia i relacji w miejscu pracy                                | Julia Gillard     | 24 czerwca 2010 | 28 czerwca 2010  |
| minister ds. zatrudnienia i relacji w miejscu pracy                                | Simon Crean       | 28 czerwca 2010 | 14 września 2010 |
| minister ds. integracji społecznej                                                 | Julia Gillard     | 24 czerwca 2010 | 28 czerwca 2010  |
| minister ds. integracji społecznej                                                 | Simon Crean       | 28 czerwca 2010 | 14 września 2010 |
| minister skarbu                                                                    | Wayne Swan        | 24 czerwca 2010 | 14 września 2010 |
| minister imigracji i obywatelstwa                                                  | Chris Evans       | 24 czerwca 2010 | 14 września 2010 |
| minister obrony                                                                    | John Faulkner     | 24 czerwca 2010 | 14 września 2010 |
| wiceprzewodniczący Federalnej Rady Wykonawczej                                     | John Faulkner     | 24 czerwca 2010 | 14 września 2010 |
| minister finansów i deregulacji                                                    | Lindsay Tanner    | 24 czerwca 2010 | 3 września 2010  |
| minister finansów i deregulacji                                                    | Wayne Swan        | 3 września 2010 | 14 września 2010 |
| minister handlu                                                                    | Simon Crean       | 24 czerwca 2010 | 28 czerwca 2010  |
| minister handlu                                                                    | Stephen Smith     | 28 czerwca 2010 | 14 września 2010 |
| minister spraw zagranicznych                                                       | Stephen Smith     | 24 czerwca 2010 | 14 września 2010 |
| minister zdrowia i osób starszych                                                  | Nicola Roxon      | 24 czerwca 2010 | 14 września 2010 |
| minister ds. rodzin, mieszkalnictwa, służb społecznych oraz ludności rdzennej      | Jenny Macklin     | 24 czerwca 2010 | 14 września 2010 |
| minister infrastruktury, transportu, rozwoju regionalnego i samorządów lokalnych   | Anthony Albanese  | 24 czerwca 2010 | 14 września 2010 |
| minister ds. szerokopasmowego Internetu, komunikacji i cyfrowej gospodarki         | Stephen Conroy    | 24 czerwca 2010 | 14 września 2010 |
| minister innowacji, przemysłu, nauki i badań                                       | Kim Carr          | 24 czerwca 2010 | 14 września 2010 |
| minister ochrony środowiska, dziedzictwa i sztuki                                  | Peter Garrett     | 24 czerwca 2010 | 14 września 2010 |
| minister ds. zmian klimatycznych, efektywności energetycznej i wody                | Penny Wong        | 24 czerwca 2010 | 14 września 2010 |
| prokurator generalny                                                               | Robert McClelland | 24 czerwca 2010 | 14 września 2010 |
| sekretarz gabinetu                                                                 | Joe Ludwig        | 24 czerwca 2010 | 14 września 2010 |
| specjalny minister stanu                                                           | Joe Ludwig        | 24 czerwca 2010 | 14 września 2010 |
| minister rolnictwa, rybołówstwa i leśnictwa                                        | Tony Burke        | 24 czerwca 2010 | 14 września 2010 |
| minister ds. zaludnienia (od 28 czerwca 2010 minister ds. zrównoważonej populacji) | Tony Burke        | 24 czerwca 2010 | 14 września 2010 |
| minister surowców i energii                                                        | Martin Ferguson   | 24 czerwca 2010 | 14 września 2010 |
| minister turystyki                                                                 | Martin Ferguson   | 24 czerwca 2010 | 14 września 2010 |
| minister służb finansowych, emerytur i prawa korporacyjnego                        | Chris Bowen       | 24 czerwca 2010 | 14 września 2010 |
| minister służb społecznych                                                         | Chris Bowen       | 24 czerwca 2010 | 14 września 2010 |